# Eleucadia Vargas
Eleucadia Vargas Reyes (14 de febrero de 1970) es una deportista dominicana que compitió en judo.
Ganó dos medallas en los Juegos Panamericanos, en los años 1991 y 1999, y cuatro medallas en el Campeonato Panamericano de Judo entre los años 1992 y 1999.

## Palmarés internacional
| Juegos Panamericanos    | Juegos Panamericanos            | Juegos Panamericanos | Juegos Panamericanos |
| Año                     | Lugar                           | Medalla              | Categoría            |
| ----------------------- | ------------------------------- | -------------------- | -------------------- |
| 1991                    | La Habana (Cuba)                | Medalla de bronce    | –61 kg               |
| 1999                    | Winnipeg (Canadá)               | Medalla de bronce    | –63 kg               |
| Campeonato Panamericano |                                 |                      |                      |
| Año                     | Lugar                           | Medalla              | Categoría            |
| 1992                    | Hamilton (Canadá)               | Medalla de bronce    | –61 kg               |
| 1996                    | San Juan (Puerto Rico)          | Medalla de plata     | –61 kg               |
| 1998                    | Santo Domingo (Rep. Dominicana) | Medalla de bronce    | –63 kg               |
| 1999                    | Montevideo (Uruguay)            | Medalla de bronce    | –63 kg               |